# Parchi nazionali della Slovacchia
Esistono nove parchi nazionali in Slovacchia:
| Name                                  | Nome slovacco                 | Foto | Località            | Stabilito | Area                   |
| ------------------------------------- | ----------------------------- | ---- | ------------------- | --------- | ---------------------- |
| Parco nazionale Veľká Fatra           | Národný park Veľká Fatra      |      | Monti Grande Fatra  | 2002      | 403,71 km² (155,9 mi²) |
| Parco nazionale Malá Fatra            | Národný park Malá Fatra       |      | Monti Piccola Fatra | 1988      | 226,3 km² (87,4 mi²)   |
| Parco nazionale dei Bassi Tatra       | Národný park Nízke Tatry      |      | Bassi Tatra         | 1978      | 728 km² (281,1 mi²)    |
| Parco nazionale Muránska planina      | Národný park Muránska planina |      | Muránska planina    | 1998      | 203,18 km² (78,4 mi²)  |
| Parco nazionale Pieniny               | Pieninský národný park        |      | Monti Pieniny       | 1967      | 37,5 km² (14,5 mi²)    |
| Parco nazionale Poloniny              | Národný park Poloniny         |      | Monti Bukovec       | 1997      | 298,05 km² (115,1 mi²) |
| Parco nazionale del Carso slovacco    | Národný park Slovenský kras   |      | Carso slovacco      | 2002      | 246,11 km² (95,0 mi²)  |
| Parco nazionale del Paradiso slovacco | Národný park Slovenský raj    |      | Paradiso slovacco   | 1988      | 197,63 km² (76,3 mi²)  |
| Parco nazionale del Tatra             | Tatranský národný park        |      | Monti Tatra         | 1949      | 738 km² (284,9 mi²)    |